# معركة قرطاجنة (461)
معركة قرطاجنة هي معركة وقعت في 13 مايو 460 (أو 461 وقد كانت جزءً من حروب ماجوريان. ورغم أن عدة مصادر تسميها معركة كارتاخينا، إلا أن المعركة لم تحدث في كارتاخينا ولكن على ساحل مقاطعة كارتاخينينس الرومانية في بورتس إليتشيتانوس (اليوم سانتا بولا) في خليج اليكانتي. بما أن بورتس إليتشيتانوس كان ميناء إلش، فإن المعركة يشار إليها أحيانًا بمعركة إلش.

## الخلفية
في العام 457 وصل الجنرال الروماني ماجوريان إلى عرش الإمبراطورية الرومانية الغربية حيث بدأ على الفور في استعادة الإمبراطورية إلى حدودها السابقة. ثم بدأ ماجوريان بتجميع أسطول في بورتس إليتشيتانوس (بالقرب من إلش)، حيث كان ينوي غزو مملكة الوندال في شمال أفريقيا.

## المعركة
في ربيع 460 (أو 461)، كان لدى قوات ماجوريان 300 سفينة بنيت بالفعل وكان سيكون لديه عدد قليل آخر جاهز بحلول الخريف. قرر الواندال الهجوم قبل اكتمال تجهيز البحرية الرومانية. في 13 مايو، فاجأ أسطول من سفن الواندال تحت قيادة الملك جنسريق الأسطول الروماني. وقد جرت رشوة عدد من قباطنة الرومان للانشقاق. تدمرت البحرية الرومانية بالكامل، مما أنهى أي أمل في إعادة شمال أفريقيا.